# Mont Akanagi
Pour l’article homonyme, voir Mont Akanagi.
Le mont Akanagi (赤椰岳, Akanagidake) est une montagne des monts Kiso située à la limite entre les villes d'Ōkuwa, district de Kiso et Iijima, district de Kamiina de la préfecture de Nagano dans la région du Chūbu au Japon. Son sommet culmine à 2 798 m d'altitude.

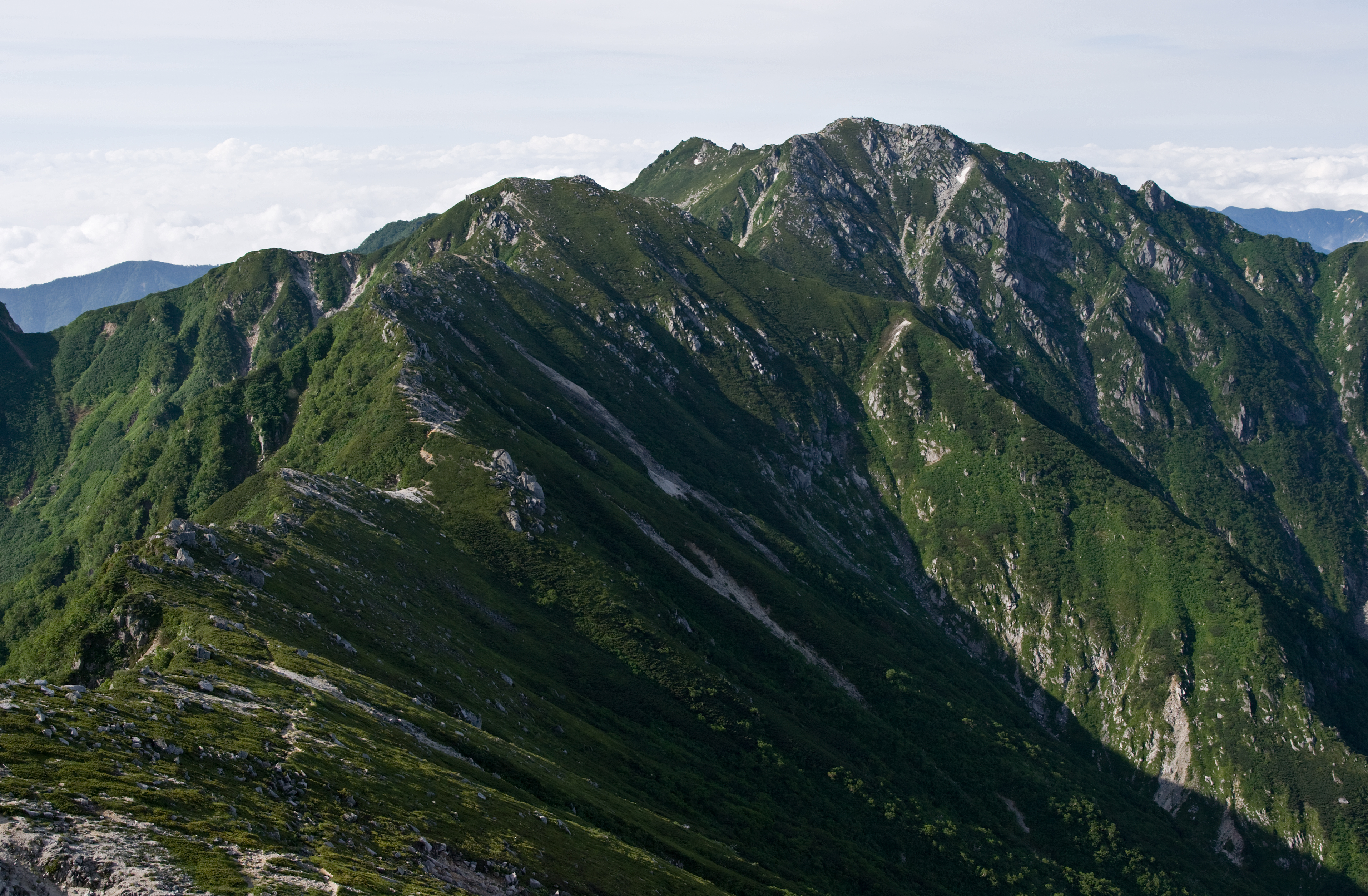
Vue des monts Minamikoma et Akanagi depuis le mont Utsugi.
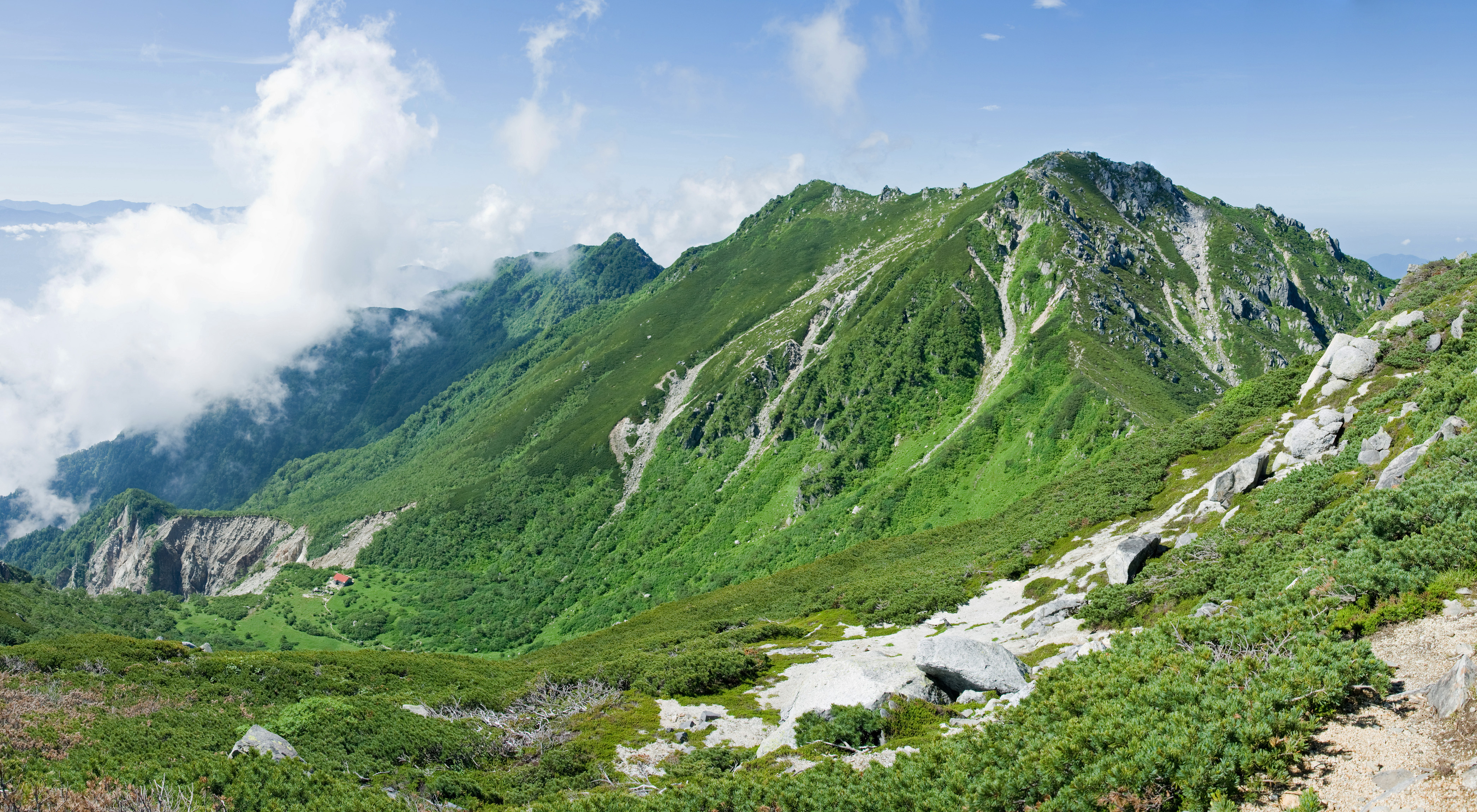
Vue vers le sud depuis le sommet du mont Akanagi.